# Apolemichthys xanthopunctatus
Apolemichthys xanthopunctatus är en fiskart som beskrevs av Burgess, 1973. Apolemichthys xanthopunctatus ingår i släktet Apolemichthys och familjen Pomacanthidae. IUCN kategoriserar arten globalt som livskraftig. Inga underarter finns listade i Catalogue of Life.